# Leptestheria compleximanus
Leptestheria compleximanus är en kräftdjursart som först beskrevs av Alpheus Spring Packard 1877.  Leptestheria compleximanus ingår i släktet Leptestheria och familjen Leptestheriidae. Inga underarter finns listade i Catalogue of Life.